# Pohotovostní stav
Pohotovostní stav, pohotovostní režim či režim spánku (anglicky standby mode, sleep mode) je stav, ve kterém zařízení připojené k elektrické síti nebo jinému zdroji napájení nevykonává svoji hlavní funkci, přesto však odebírá energii. Pohotovostní režim má většina počítačů, televizory, set-top boxy, sporáky a varné desky, kávovary, v poslední době i rychlovarné konvice. Zařízení, která se nevypínají úplně, nýbrž jen do pohotovostního režimu, stále přibývá. A díky tomu, že jsou napájena nepřetržitě, mohou představovat významný podíl spotřeby elektrické energie domácnosti, přestože modernější zařízení obvykle mají nižší spotřebu.
Zařízení, která mají pohotovostní režim, lze poznat podle toho, že se nezapínají mechanickým vypínačem, nýbrž dálkovým ovládáním, tlačítkem (elektronickým vypínačem), signalizují svoji připravenost svitem kontrolky nebo ukazují čas.
Tato zařízení se mohou po výpadku napájení sama zapnout do pracovního režimu a v době nepřítomnosti majitele tak ještě více zvýšit spotřebu, v krajním případě může dojít k jejich zničení.